# ドゥカティ・1199
1199 Panigale(1199 パニガーレ)は、ドゥカティ・モーター・ホールディングが2012年から2014年まで販売していたオートバイの車種である。

## 概要
1199は、地球上でもっともパワーのある2気筒エンジンとして発表した。10,750rpmで195hp(145kW)、エンジンのテストベンチ上で9000rpmで133.0N⋅m(98.1lb⋅ft)のトルクを発揮した。乾燥重量は164 kg(362ポンド)、車両重量は188 kg(414ポンド)であった。当時ドゥカティは、市販されたオートバイの中で最も高いパワーウエイトレシオおよびトルクウエイトレシオを持っていると述べた。
新型の「スーパークワドロ」と名付けられたエンジンはボア:ストローク比を112×60.8mmという極端なオーバースクエアにした。カムの駆動は、以前より使われていたべルトドライブ駆動からサイレントカムチェーンドライブに変更された。

## グレード一覧

### 1199 パニガーレ
新型の「スーパークワドロ」エンジンを搭載し、アルミニウムモノコックフレーム、片持ち式スイングアームを搭載している。フロントサスペンションはマルゾッキ製50mmフロントフォーク、リアサスペンションはザックス製リアサスペンションを搭載。前後ともにプリロード、コンプレッション、リバウンドのフルアジャスタブルサスペンションを搭載している。

### 1199 パニガーレ S
無印のスタンダードモデルに、DES(ドゥカティ・エレクトロニック・サスペンション)と呼ばれる、オーリンズ製前後電子制御サスペンションを搭載。オーリンズ製調整式ステアリングダンパー、LEDヘッドライト、マルケジーニ製鍛造アルミニウムホイール、カーボンフロントフェンダー、エアロキットが標準で取り付けられる。DESは前後サスペンションのコンプレッション、リバウンドを電子制御し、プリロードは手動制御である。

### 1199 パニガーレ S Tricolore
"S"をベースに、テルミニョーニ製チタンレーシングサイレンサー、DDA+(ドゥカティ・データ・アナライザ)が標準搭載されている。カウルはイタリアの国旗を連想させるトリコロールに塗装されている。

### 1199 パニガーレ S Senna
"S"をベースに、ドゥカティのファンで知られるアイルトン・セナの没後20年を記念し、セナのF1参戦回数にちなみ、161台のみ限定生産されブラジルで限定販売されたモデル。ホイールは赤に、カウルはグレー基調に塗装され、セナのロゴが入る。トップブリッジには、製造番号が刻まれたバッジが取り付けられる。収益は、アイルトン・セナ財団に寄付された。

### 1199 パニガーレ R
"S"をベースに、チタン製コンロッド、軽量フライホイール、カーボン製クラッチを搭載。カーボン製のリアショックガード、ヒールガード、スイングアームガード、エンジンカバー、リアフェンダーが取り付けられ、リアシートにはシングルシートカウル、排気システムにはテルミニョーニ製フルチタンレーシングサイレンサーキットが取り付けられている。スイングアームは4点でピポッド位置が調整可能になる。

### 1199 Superleggera
英語で「Superlight」と呼ばれる。500台限定生産された。
エンジンには、チタン製のコンロッド、吸排気バルブ、タングステン仕様のクランク、ピストンには2本ピストンリング、圧縮比を上げるためにピストントップ形状の変更がされ、公称で200馬力を出すエンジンを搭載。マグネシウム製モノコックフレーム、カーボン製のリアサブフレーム、リチウムイオンバッテリー、フルチタンエキゾーストが取り付けられ、サスペンションには、オーリンズ製FL916フロントフォーク、TTX36リアショックを搭載する。乾燥重量が341ポンド(155kg)になっている。

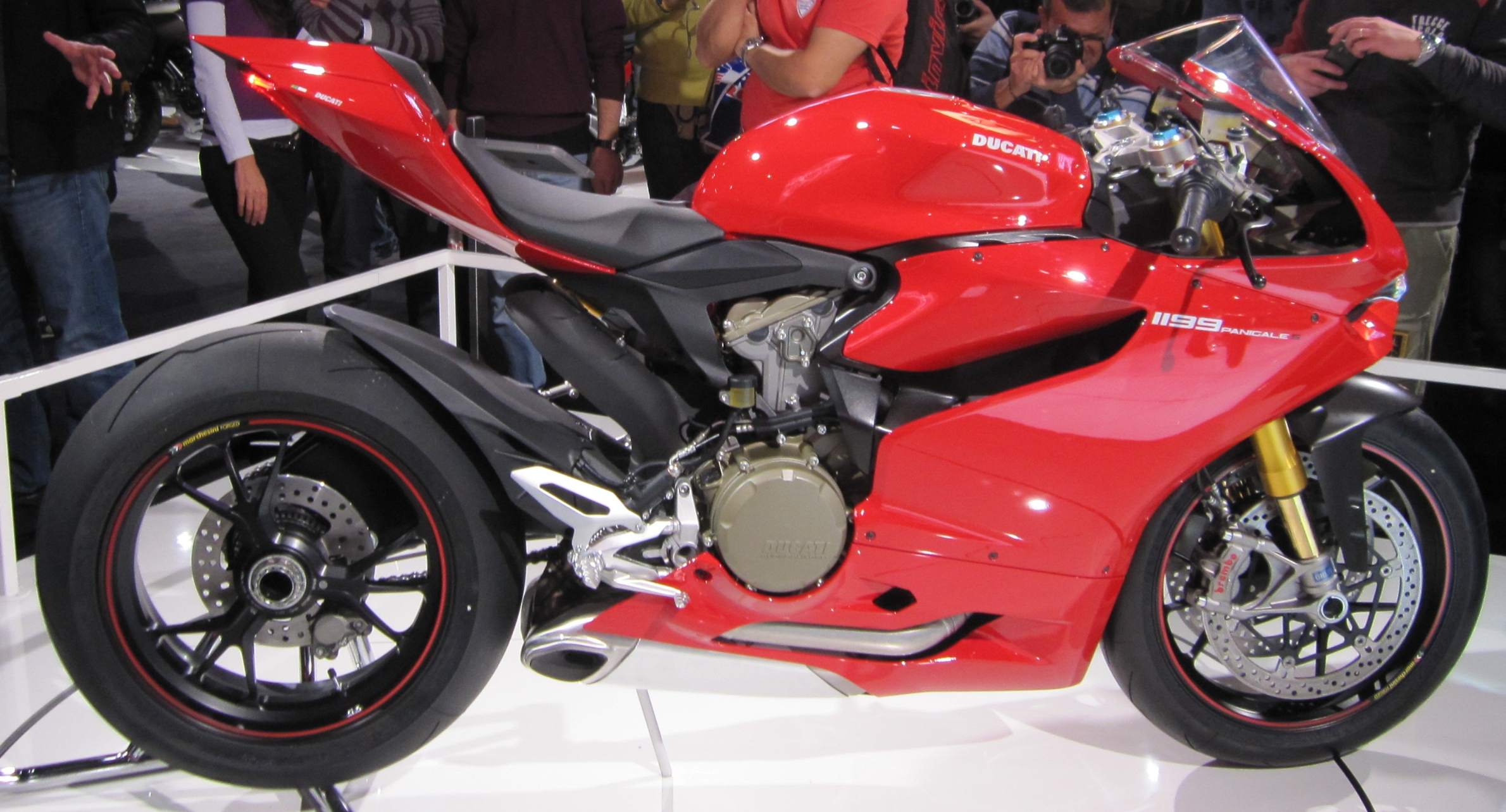
1199 Panigale S

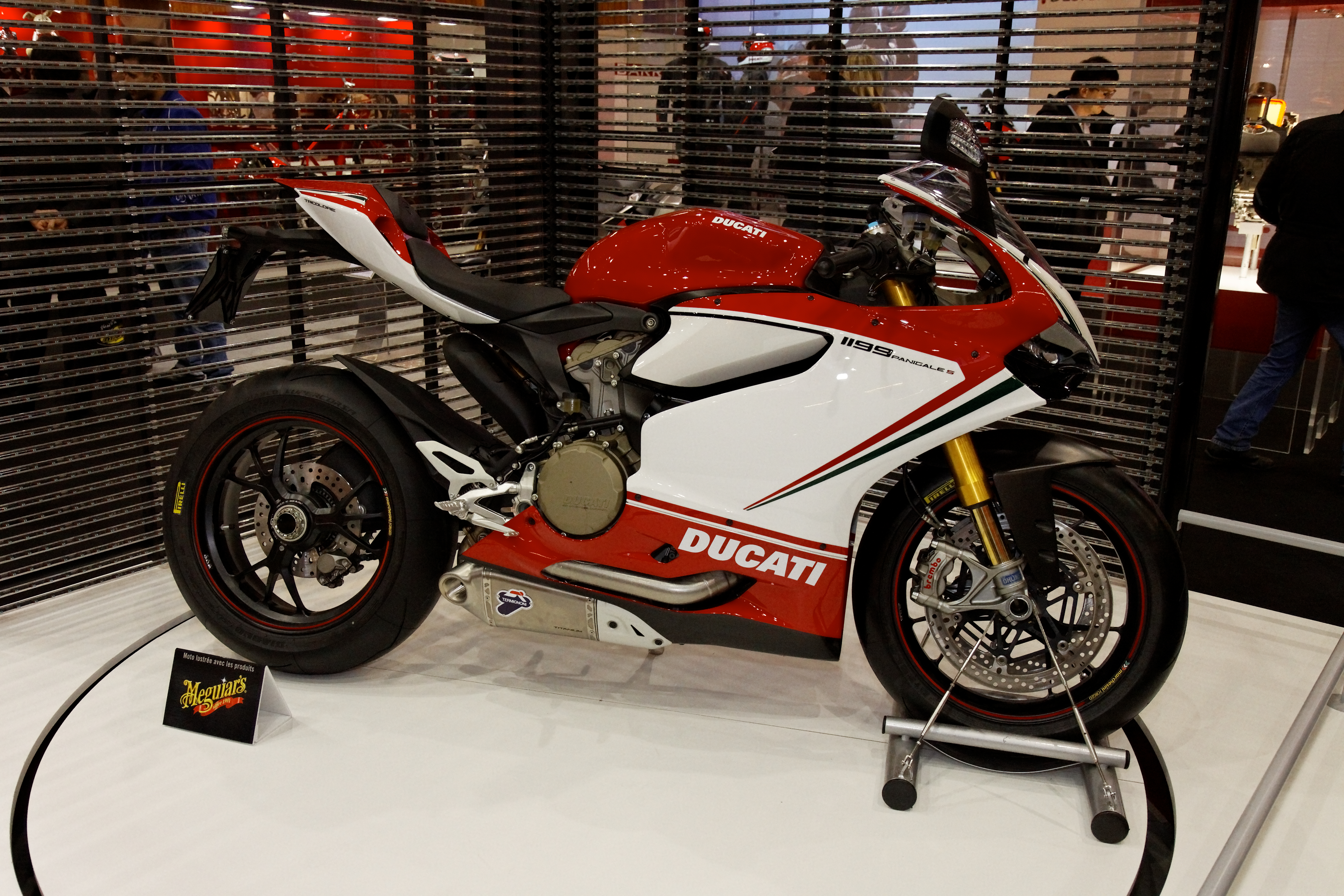
1199 Panigale S Tricolore

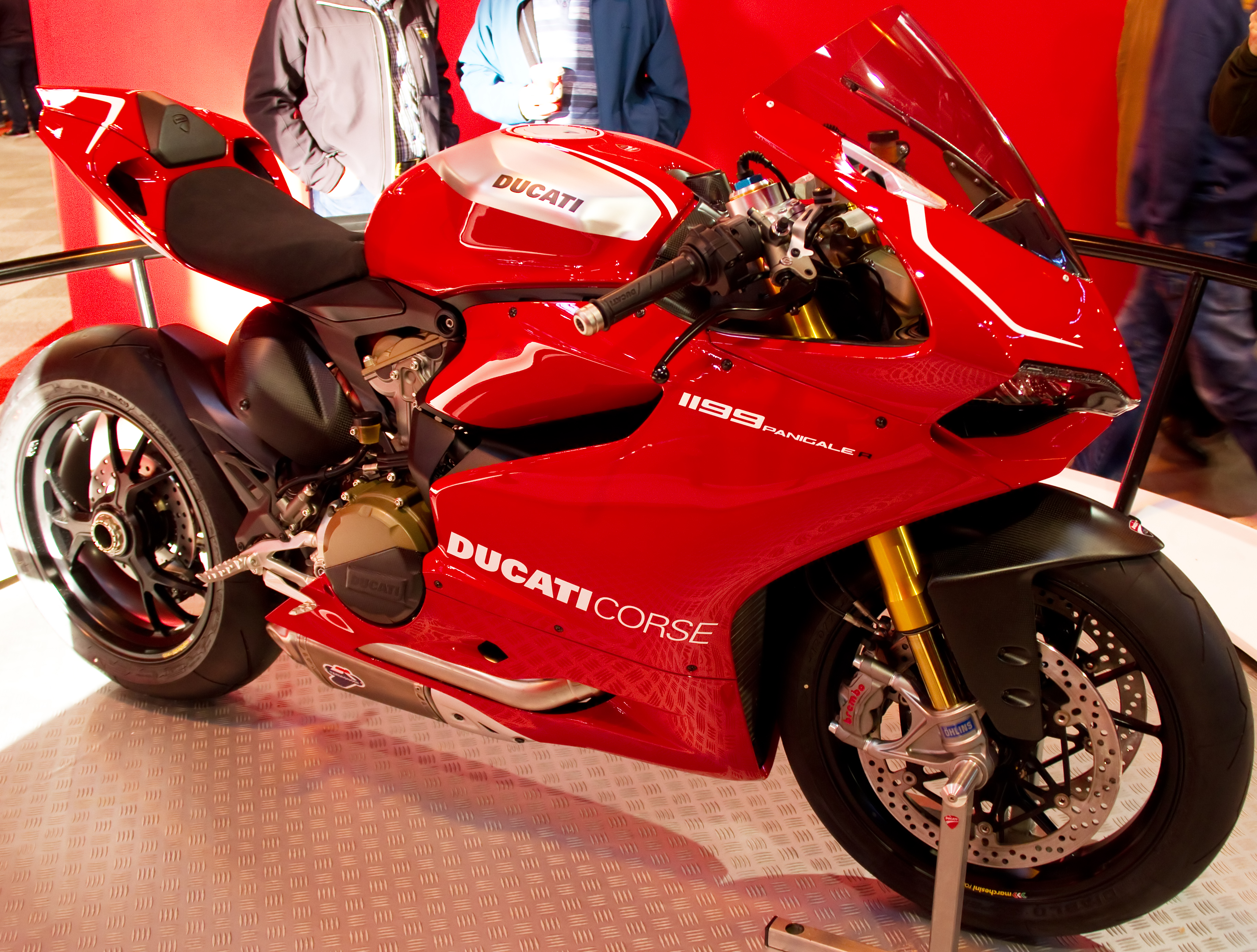
1199 Panigale R

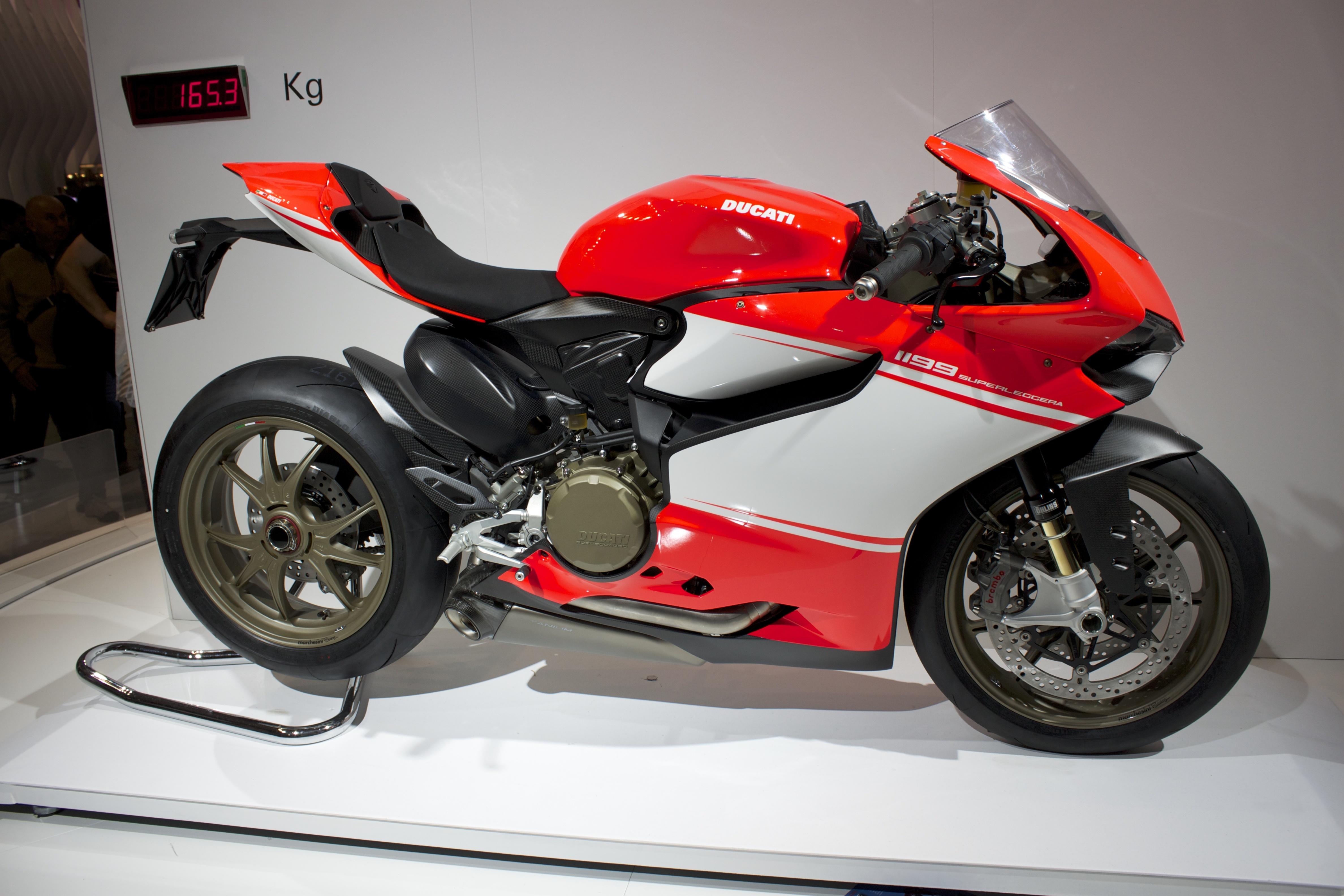
1199 Superleggera

## レース
2012年9月のル・マン24時間耐久ロードレースでは、チームスクーデリアゾーンルージュドゥカティ1199パニガーレがオープンカテゴリーで優勝し、総合32位でフィニッシュした。ライダーはステファン・パガーニ、フィリップ・タイシエ、エルヴェ・ロワイエであった。
ドゥカティは2015年のスーパーバイク世界選手権シーズンで2位、チャズ・デイビスは5勝を挙げ、2017年のチャンピオンシップでは2位でフィニッシュ。レアンドロメルカドは、2014年のFIMスーパーストック1000カップシーズン中にライダーズタイトルを獲得した。ドゥカティはその後、2016年にマニュファクチュールタイトルを獲得し、2017年にライダーのマイケルルーベンリナルディとともにライダータイトルを獲得した。
ドゥカティは、2016年と2017年にブリティッシュスーパーバイク選手権で、ファクトリーサポートのPBMビーワイザードゥカティチームに乗ったライダーのシェーン「シェーキー」バーンで優勝した。
ロードレースでは、グレンアーウィンが2017年にPBMビーワイザードゥカティを使用してノースウェスト200でパニガーレRを勝利に導いた。

## 映画
紫色の1199パニガーレは、ヒットガールが乗った映画『キック・アス2』に登場していた。

## 漫画・アニメ
漫画『ばくおん!!』において1199パニガーレSが三ノ輪聖の愛車として登場している。